# Marquesado de Santaella
El marquesado de Santaella es un título nobiliario español creado por el rey Felipe IV en 1627 a favor de Juan de Aguayo Manrique, I marqués de Villaverde. Su nombre se refiere al municipio andaluz de Santaella, en la provincia de Córdoba. Santaella fue aldea de la ciudad de Córdoba hasta 1569, en que compró su propia jurisdicción. En 1648 fue vendida al marqués de Santaella hasta que en 1718 fue adquirida en subasta por José Díaz de Tejada, quien no ejerció el señorío sobre ella porque el Cabildo entró en la subasta para recuperar la jurisdicción, alegando que se había sometido al primer marqués voluntariamente y puesto que este era el motivo, y no otro, no tenía porque someterse a otro particular. Santaella logra reunir los 84.000 ducados fijados en la subasta iniciándose un pleito que concluye cuando la Real Cancillería de Granada, en Real Ejecutoría de 14 de mayo de 1734, da su fallo favorable a la villa de Santaella; y el 11 de enero de 1735, el Concejo de la villa reunido en las Casas Capitulares recibió al abogado de los Reales Concejos y alcalde Mayor de Córdoba quien les hizo entrega de la posesión Real y Judicial de  y Criminal de la villa.

## Lista de titulares
|                             | Titular                                                                | Periodo                     |
| Creado por el rey Felipe IV | Creado por el rey Felipe IV                                            | Creado por el rey Felipe IV |
| --------------------------- | ---------------------------------------------------------------------- | --------------------------- |
| I                           | Juan de Aguayo Manrique                                                |                             |
| II                          | José de Aguayo Manrique                                                |                             |
| III                         | Diego de Aguayo y Manrique                                             |                             |
| IV                          | Diego de Aguayo y de Sousa                                             |                             |
| V                           | Diego de Aguayo                                                        |                             |
| VI                          | Juan de Dios de Aguayo                                                 |                             |
| VII                         | José Ramón de Hoces y Hoces                                            |                             |
| VIII                        | Mauricio Álvarez de las Asturias Bohorques y Guiráldez                 |                             |
| IX                          | Fernando González de Aguilar y Hoces                                   |                             |
| X                           | María del Patrocino González de Aguilar-Ponce de León y Tamariz-Martel |                             |
| XI                          | Fernando de Soto y González de Aguilar                                 |                             |
| XII                         | Fernando de Soto y Domecq                                              |                             |
| XIII                        | Manuel de Soto y Colón de Carvajal                                     |                             |
| XIV                         | Francisco de Borja Soto y Patiño                                       | 2001-Actualidad             |

## Historia Genealógica
- Juan de Aguayo Manrique, I marqués de Santaella;

- José de Aguayo Manrique, II marqués de Santaella;

- Diego de Aguayo y Manrique, III marqués de Santaella;

- Diego de Aguayo y de Sousa, IV marqués de Santaella;

- Diego de Aguayo, V marqués de Santaella;

- María Josefa de Aguayo, VI marquesa de Santaella;

- Juan de Dios de Aguayo, VII marqués de Santaella;

- José Ramón de Hoces y Hoces, VIII marqués de Santaella (VI conde de Hornachuelos);

- Fernando González de Aguilar y Hoces, IX marqués de Santaella;

- María del Patrocino González de Aguilar-Ponce de León y Tamariz-Martel, X marquesa de Santaella. Natural de Écija, era hija de Pedro Antonio González de Aguilar-Ponce de León y Angulo y de Nicolasa Tamariz-Martel y Fernández-Galindo de Quiñones.

Contrajo matrimonio con Ignacio de Soto y Fernández de Bobadilla, hijo primogénito de José María de Soto y Suárez de Figueroa, conde de Puerto Hermoso, y de Eloisa Fernández de Bobadilla y de la Puerta. Le sucedió su hijo.
- Fernando de Soto y González de Aguilar Ponce de León (n. Écija, 16 de junio de 1876), XI marqués de Santaella, XII Marqués de Arienzo –título que rehabilitó en 1918– IV conde de Puerto Hermoso y caballero de la Orden de Alcántara.[2]

Casó con María del Carmen Domecq y Núñez de Villavicencio. Le sucedió su hijo en 1941:
- Fernando de Soto y Domecq (1901-1971), XII marqués de Santaella, XIII marqués de Arienzo y caballero de la Orden de Santiago.[2]

1. Casó con María del Sagrado Corazón Colón de Carvajal (m. 30 de agosto de 1944.[2] Le sucedió su hijo:

- Manuel de Soto y Colón de Carvajal (m. julio de 2000), XIII marqués de Santaella.[3]

Contrajo matrimonio el 8 de julio de 1959 con María Dolores Patiño y Arróspide. Le sucedió su hijo.
- Francisco de Borja Soto y Patiño, XIV marqués de Santaella.[5] Caballero de la orden de Alcántara.[6]